# Rosemont–La Petite-Patrie
Pour les articles homonymes, voir Rosemont.
Rosemont–La Petite-Patrie est un arrondissement de la ville de Montréal, au Québec (Canada), situé en son centre. D'une superficie de 15,9 km2, sa population est de 141 813 habitants en 2021, faisant de lui le 3e arrondissement de Montréal le plus populeux.
L'appellation Rosemont–La Petite-Patrie apparaît en 1988 lors de la création des comités-conseils d'arrondissements à Montréal. La Petite-Patrie provient du nom du roman de Claude Jasmin publié en 1972, qui se déroule dans le quartier Saint-Édouard.
Situé au centre de l'île de Montréal, Rosemont–La Petite-Patrie est traversé par plusieurs voies de circulation importantes de la métropole, notamment la rue Saint-Denis, l'avenue Papineau et le boulevard Pie-IX. Il est également desservi par les lignes bleue et orange du métro de Montréal et par plusieurs lignes d'autobus de la Société de transport de Montréal, notamment le Service rapide par bus Pie-IX. De nombreuses pistes cyclables traversent l'arrondissement, dont deux axes cyclables en site protégé du Réseau express vélo de Montréal. Fruit d'une politique volontariste, l'arrondissement est à la pointe en matière de promotion de la mobilité active sécuritaire.
Rosemont–La Petite-Patrie abrite les importantes installations muséales d'Espace pour la vie, dont le Jardin botanique de Montréal et l'Insectarium de Montréal. Plusieurs édifices de santé sont situés dans l'arrondissement, dont l'Hôpital Maisonneuve-Rosemont et l'Institut de cardiologie de Montréal.
Une centaine de parcs urbains sont présents dans l'arrondissement, dont le parc Maisonneuve qui fait partie du réseau des Grands parcs de Montréal et un plan maître de plantation ambitieux a été adopté en 2021 visant à faire passer l'indice de canopée de moins de 20 % à 30 % en 2025, dépassant les objectifs de la ville de Montréal.
La culture est aussi bien représentée avec l'emblématique cinéma Beaubien et trois bibliothèques dont la bibliothèque Marc-Favreau.

## Géographie

### Situation et territoire
L'arrondissement de Rosemont–La Petite-Patrie s'étend sur 15,9 km2, soit 4,35 % du territoire de la ville de Montréal (365,2 km2), ce qui en fait le 9e plus vaste à égalité avec l'arrondissement Ville-Marie. Il est en position centre-est sur l'Île de Montréal et ne possède pas de rives au bord de l'eau. Sans véritable dénivelé, une partie de l'arrondissement est légèrement plus élevée que les alentours avec une altitude à 74 m vers l'avenue Christophe-Colomb, entre la rue Bellechasse et le boulevard Rosemont.

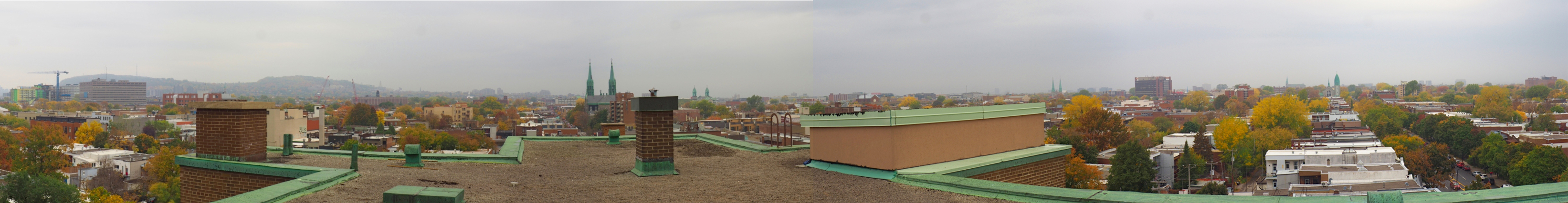
Vue panoramique à 180° dans Rosemont–La Petite-Patrie (vue vers le Nord-Nord Ouest)

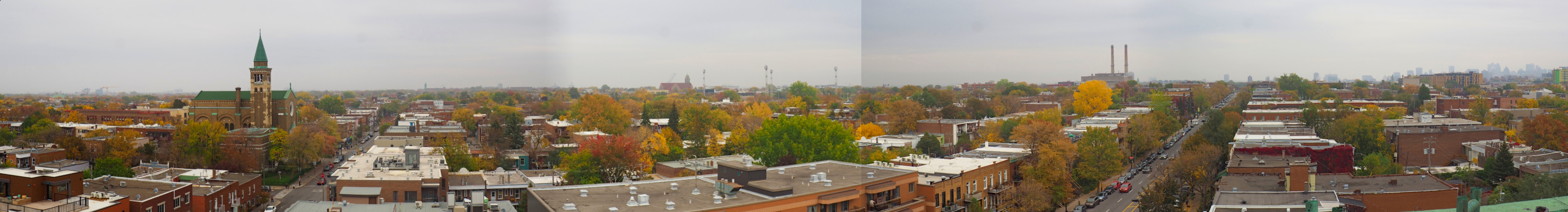
Vue panoramique à 180° dans Rosemont–La Petite-Patrie (vue vers le Sud-Sud Est)

### Quartiers de référence
- Q14 Saint-Édouard (d)
- Q16 Louis-Hébert (d)
- Q17 Étienne-Desmarteau (d)
- Q18 Vieux-Rosemont (d)
- Q19 Petite-Côte (d)
- Q20 Marie-Victorin (d)

### Quartiers sociologiques
- La Petite-Patrie
- Nouveau-Rosemont (en partie)
- Technopôle Angus
- Marconi-Alexandra
- Cité-Jardin
- Petite-Italie
- Rosemont
- Vieux-Rosemont

## Toponymie et histoire

### Rosemont
Territoire agricole abritant des carrières depuis la fin du 18e siècle, on retrouve dans ce qui est aujourd'hui appelé Rosemont–La Petite-Patrie les villages de Petite-Côte et Côte-de-la-Visitation qui ne font pas encore partie de Montréal. Début 1900, le Canadien Pacifique fait construire les usines Angus près de ces villages, ce qui fait rapidement augmenter la population ouvrière en une décennie. Les deux villages sont annexés au territoire de la ville de Montréal en 1910 et le secteur devient alors le quartier Saint-Édouard du nom de la paroisse construite en 1885 et le quartier Rosemont en l'honneur de Rose Phillips, la mère de l'homme d'affaires Ucal-Henri Dandurand, à qui le Canadien Pacifique avait confié l'achat d'importants terrains, dont ceux des usines Angus.

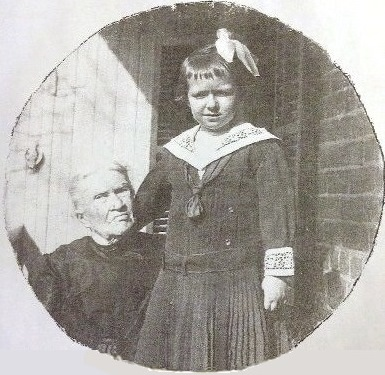
Rose Phillips et sa petite-fille Thérèse vers 1915.
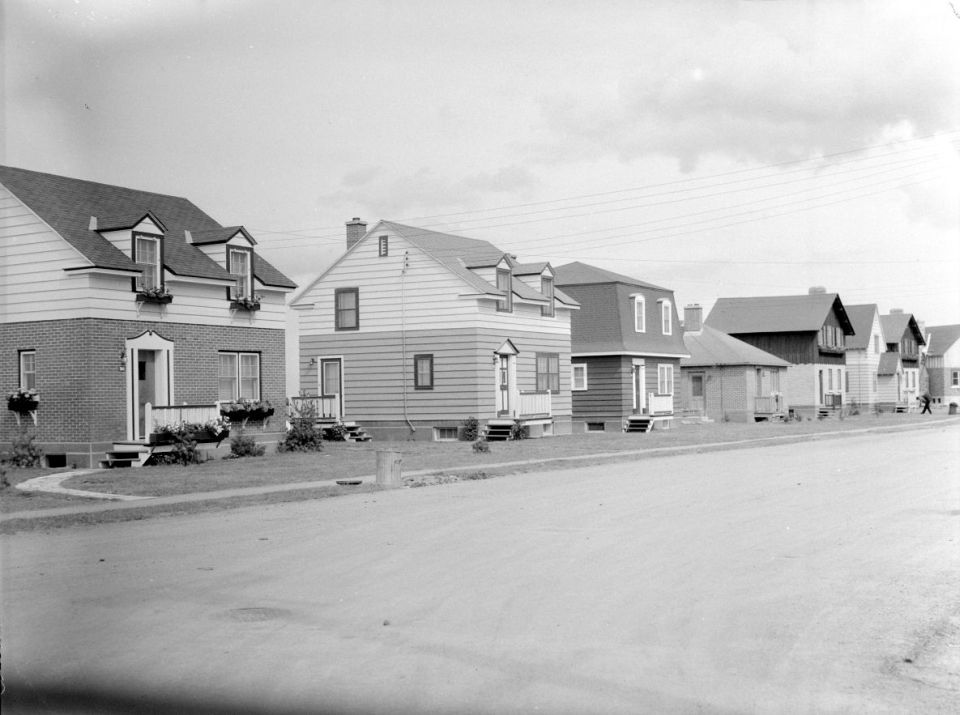
Cité-jardin en 1942.
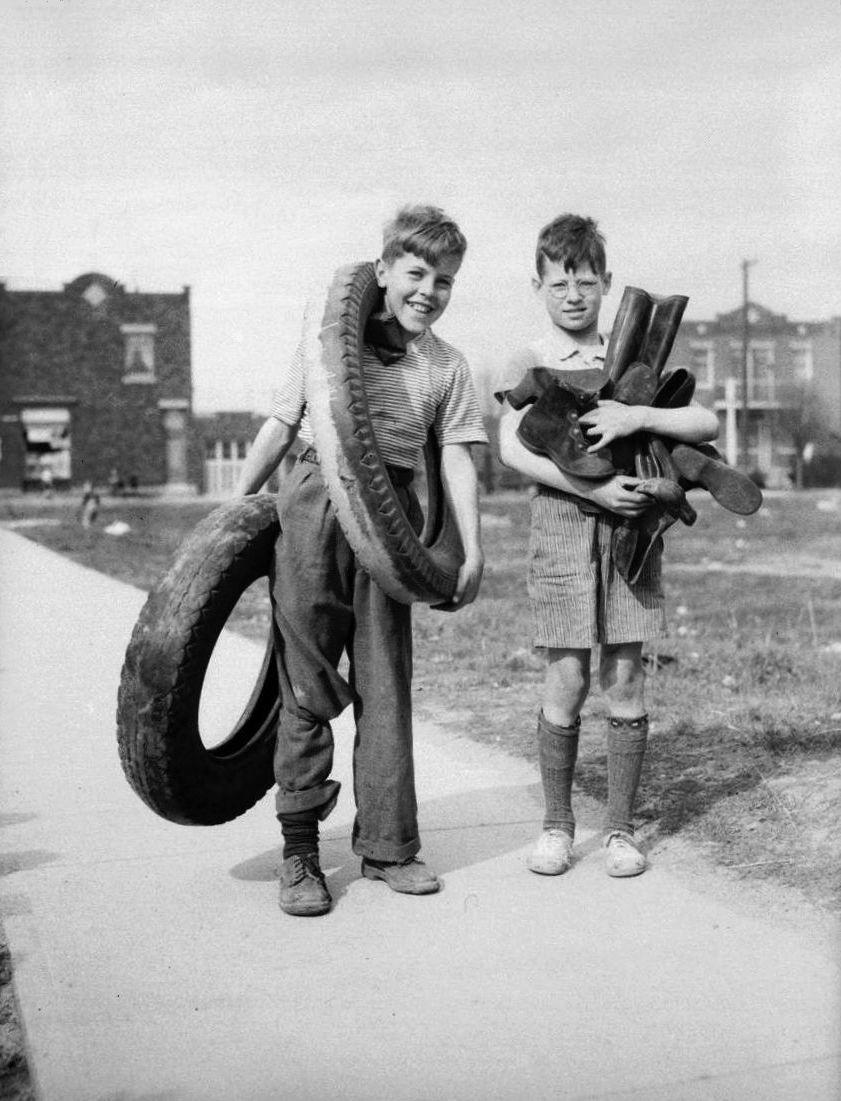
Récupération du caoutchouc pour les forces armées par deux enfants de Rosemont en 1942.

### La Petite-Patrie
Le nom de ce quartier provient du nom du roman La Petite Patrie de Claude Jasmin publié en 1972, qui se déroule dans le quartier Saint-Édouard et du téléroman éponyme, diffusé de 1974 à 1976, qui évoque les heureux souvenirs de la jeunesse montréalaise de ce quartier dans les années 1940. Ce nom est adopté à partir des années 1980.

### Rosemont–La Petite-Patrie
L'origine de l’appellation Rosemont–La Petite-Patrie remonte à 1988 avec la création des neuf comités-conseils d'arrondissements à Montréal. En 1995, ces comités sont abolis et remplacés par seize conseils de quartier. Sur le territoire de Rosemont–La Petite-Patrie sont alors créés trois conseils de quartier : Petite-Patrie, Rosemont et Nouveau-Rosemont. L’arrondissement de Rosemont–La Petite-Patrie que nous connaissons actuellement est constitué le 1er janvier 2002, dans le cadre des réorganisations municipales québécoises orchestrées par le gouvernement provincial.

## Démographie
Depuis sa constitution en 2002, la population de l'arrondissement est en croissance constante.
| 2006    | 2011    | 2016    | 2021    | 2026 |
| ------- | ------- | ------- | ------- | ---- |
| 133 618 | 134 038 | 139 590 | 141 813 | -    |

## Administration
La mairie d'arrondissement de Rosemont–La Petite-Patrie est créée en 2001 en vertu de la loi 170 et débute ses opérations le 1er janvier 2002. En 2002 et 2003, le conseil d'arrondissement est dirigé par une présidente désignée par et parmi les conseillers d'arrondissement élus aux élections de novembre 2001. Le titre de mairesse d'arrondissement est apparu officiellement en janvier 2004, mais ce n'est qu'à compter des élections de 2005 que le poste de maire d'arrondissement est élu au suffrage universel.
| Période                                  | Période  | Identité         | Étiquette       | Qualité |
| ---------------------------------------- | -------- | ---------------- | --------------- | ------- |
| 2004                                     | 2005     | Denise Larouche  | Vision Montréal |         |
| 2005                                     | 2009     | André Lavallée   | Union Montréal  |         |
| 2009                                     | 2021     | François Croteau | Projet Montréal |         |
| 2021                                     | En cours | François Limoges | Projet Montréal |         |
| Les données manquantes sont à compléter. |          |                  |                 |         |

En tant qu'arrondissement montréalais, Rosemont–La Petite-Patrie est dirigé en premier lieu par un conseil d'arrondissement chargé des affaires locales puis par le conseil de ville de Montréal, chargé de certaines matières qui concernent l'ensemble de la ville. En raison de son poids démographique au sein de la ville de Montréal, l'ensemble des membres du conseil d'arrondissement siège également au conseil de ville. 
Pour le mandat 2021-2025, les membres du conseil d'arrondissement sont :
- Maire d'arrondissement : François Limoges (Projet Montréal)
- Conseiller de la Ville du district de Saint-Édouard : Josefina Blanco (Projet Montréal)
- Conseiller de la Ville du district d'Étienne-Desmarteau : Ericka Alneus (Projet Montréal)
- Conseiller de la Ville du district du Vieux-Rosemont : Dominique Ollivier (Projet Montréal)
- Conseiller de la Ville du district de Marie-Victorin : Jocelyn Pauzé (Projet Montréal).

## Points d'intérêt
- Maison de la culture de Rosemont–La Petite-Patrie
- Bibliothèque Marc-Favreau
- Marché Jean-Talon, un marché public ;
- Centre Étienne-Desmarteau, un centre sportif ;
- la Petite Ukraine (coin des boulevards Beaubien Est et Saint-Michel) ;
- Institut de cardiologie de Montréal
- Hôpital Santa Cabrini
- Hôpital Maisonneuve-Rosemont, d'une capacité de 588 lits ;
- Village olympique de Montréal
- Parc Maisonneuve, l'un des plus grands parcs de Montréal ;
- Jardin botanique de Montréal
- Insectarium de Montréal
- Parc Angus
- Cité-jardin, un secteur aux caractéristiques urbanistiques uniques à Montréal ;
- L'Artothèque, une bibliothèque d'œuvres d'art ;
- Petite-Italie, un quartier marqué par sa présence historique d'Italo-Québécois ;
- Cinéma Beaubien, un cinéma de quartier indépendant ;

## Parcs et espaces verts

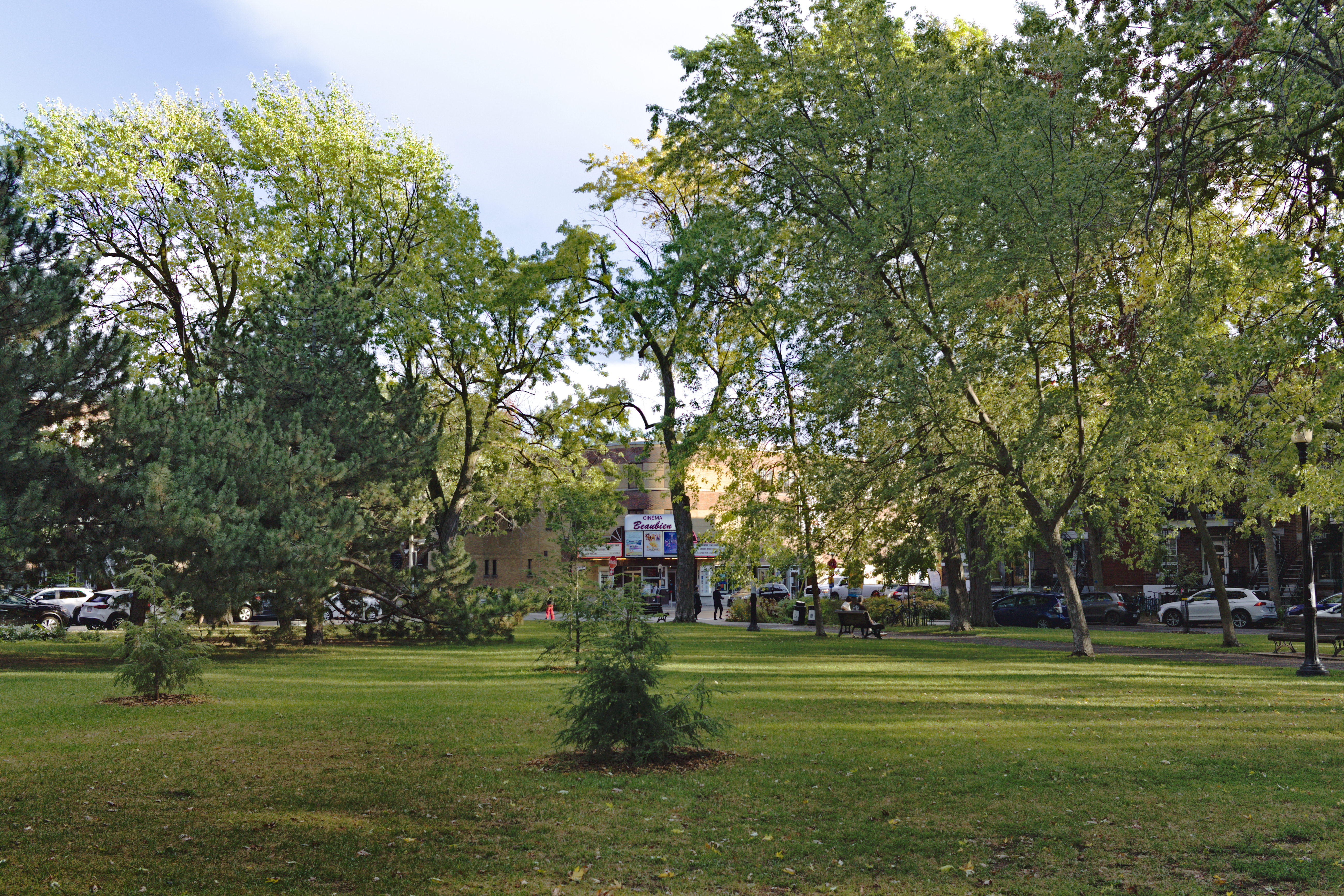
La section ouest du parc Molson à Montréal avec le cinéma Beaubien en arrière-plan.

### Parcs
L'arrondissement compte en tout 55 espaces verts et parcs urbains, dont le plus important en superficie est le parc Maisonneuve, et dans lesquels il est possible de pratiquer de nombreuses activités, en toutes saisons. Parmi les parcs d'intérêt, on peut citer le parc Molson, le parc du Père-Marquette, le parc Beaubien ou encore le parc Étienne-Desmarteau. De plus, Rosemont–La Petite-Patrie compte 5 parcs à chiens. Comme dans d'autres arrondissements de Montréal, les parcs représentent des îlots de fraîcheur lors des épisodes de canicule tout en fournissant un habitat pour certaines espèces.

### Politique de verdissement
Comme dans d'autres arrondissements et quartiers de Montréal, la lutte aux îlots de chaleur et l'augmentation de la canopée figurent parmi les priorités en matière d'adaptation aux dérèglements climatiques. Ainsi, en novembre 2019, l'administration de Rosemont–La Petite-Patrie a annoncé un plan étalé sur cinq ans visant la plantation de 20 000 nouveaux arbres et un objectif de taux de canopée de 30 %. De plus, en juin 2021, l'arrondissement s'est doté d'un plan maître de plantation « afin d’augmenter la canopée et de diversifier la forêt urbaine ». C'est dans le cadre de ce plan que les toutes premières microforêts urbaines ont fait leur apparition. Ce concept est né en 1970 par les observations du botaniste japonais Akira Miyawaki qui avait fait le constat que la biodiversité est beaucoup plus importante dans ces écosystèmes plus denses et résilients.

### Jardins communautaires
L’arrondissement compte 10 jardins communautaires :
| Jardin                          | Emplacement                         |
| ------------------------------- | ----------------------------------- |
| Jardin Basile-Patenaude         | Place Basile-Patenaude et Dandurand |
| Jardin Laurier                  | 12e Avenue et Laurier Est           |
| Jardin du Carrefour             | 5675, rue Lafond                    |
| Jardin Père-Marquette           | Marquette et De Lanaudière          |
| Jardin Étienne-Desmarteau       | 18e Avenue et de Bellechasse        |
| Jardin Pré-Carré                | 4235, rue Viau                      |
| Jardin L'Églantier (biologique) | 31e Avenue et Rosemont              |
| Jardin Rosemont                 | 30e Avenue et Rosemont              |
| Jardin La Mennais               | Beaubien Est et Drolet              |
| Jardin Saint-Marc               | 1re Avenue                          |

## Transports

### Voies de circulation
Les principales artères de l'arrondissement sont les rues Jean-Talon, Beaubien, Masson, Saint-Hubert et le boulevard Rosemont en orientation est-ouest ainsi que la rue Saint-Denis, l'avenue Papineau et les boulevards Saint-Laurent, Viau et Pie-IX en orientation nord-sud.

### Transports en commun
L'arrondissement est desservi par deux lignes de métro et par plusieurs lignes d'autobus, toutes sous la responsabilité de la Société de transport de Montréal (STM). La ligne orange du métro de Montréal traverse Rosemont–La Petite-Patrie du nord au sud et le dessert via les stations de métro Jean-Talon, Beaubien et Rosemont. D'orientation majoritairement est-ouest, la ligne bleue du métro dessert l'arrondissement via les stations Jean-Talon, Fabre et D'Iberville.
Les lignes d'autobus de la STM desservant l'arrondissement sont : 10, 18, 55, 67, 93, 94, 95, 136, 160, 197, 353, 357, 372, 445, 439, 139.

### Mobilité active et aménagements cyclables
Les axes Berri–Lajeunesse–Saint-Denis (Axe 1) et Bellechasse (Axe 5) du Réseau express vélo de Montréal traversent l'arrondissement par les rues Saint-Denis et Bellechasse. De plus, une piste multifonctionnelle d'une longueur de 3 km longe la voie de chemin de fer du Canadien Pacifique. Cet axe contient plusieurs haltes et aménagements autorisant les activités physiques et la détente, il est en outre interconnecté avec plusieurs autres pistes cyclables, comme l'axe Bellechasse du Réseau express vélo ou encore la piste cyclable de l'Avenue Christophe Colomb et celle de la rue Boyer, très fréquentée et qui remonte au nord vers l'arrondissement Villeray–Saint-Michel–Parc-Extension. Enfin, plusieurs pistes cyclables protégées ont été aménagées en 2019 et 2020 dans une vision de sécurisation du réseau cyclable de l'arrondissement à la suite de plusieurs décès d'usagers à vélo. Ainsi, on peut citer la mise en place de la piste bidirectionnelle protégée de l'avenue de Chateaubriand, la consolidation de la piste unidirectionnelle de la 1re avenue ou encore la piste bidirectionnelle de la rue Saint-Zotique.
Tout comme l'arrondissement du Plateau-Mont-Royal, Rosemont–La Petite-Patrie est à la pointe en matière du pourcentage d'espace de la voirie réservé à la mobilité active. Polytechnique Montréal a publié en 2021 une note de recherche basée sur les travaux de la thèse de doctorat de Gabriel Lefebvre-Ropars visant à évaluer le partage spatio-temporel de la rue dans les arrondissements de Montréal. Ainsi, selon Gabriel Lefebvre-Ropars, Catherine Morency et Paula Negron-Poblete, 2,5 % de l'espace de la voirie est réservé aux déplacements à vélo et 26,3 % pour les déplacements à pieds contre, contre 65,5 % pour la voiture et 1,4 % pour le transport collectif alors que la moyenne pour l'ensemble de la ville de Montréal est de 1,3 % pour le vélo, 18,8 % pour la marche, 73,8 % pour la voiture et 1 % pour le transport collectif.

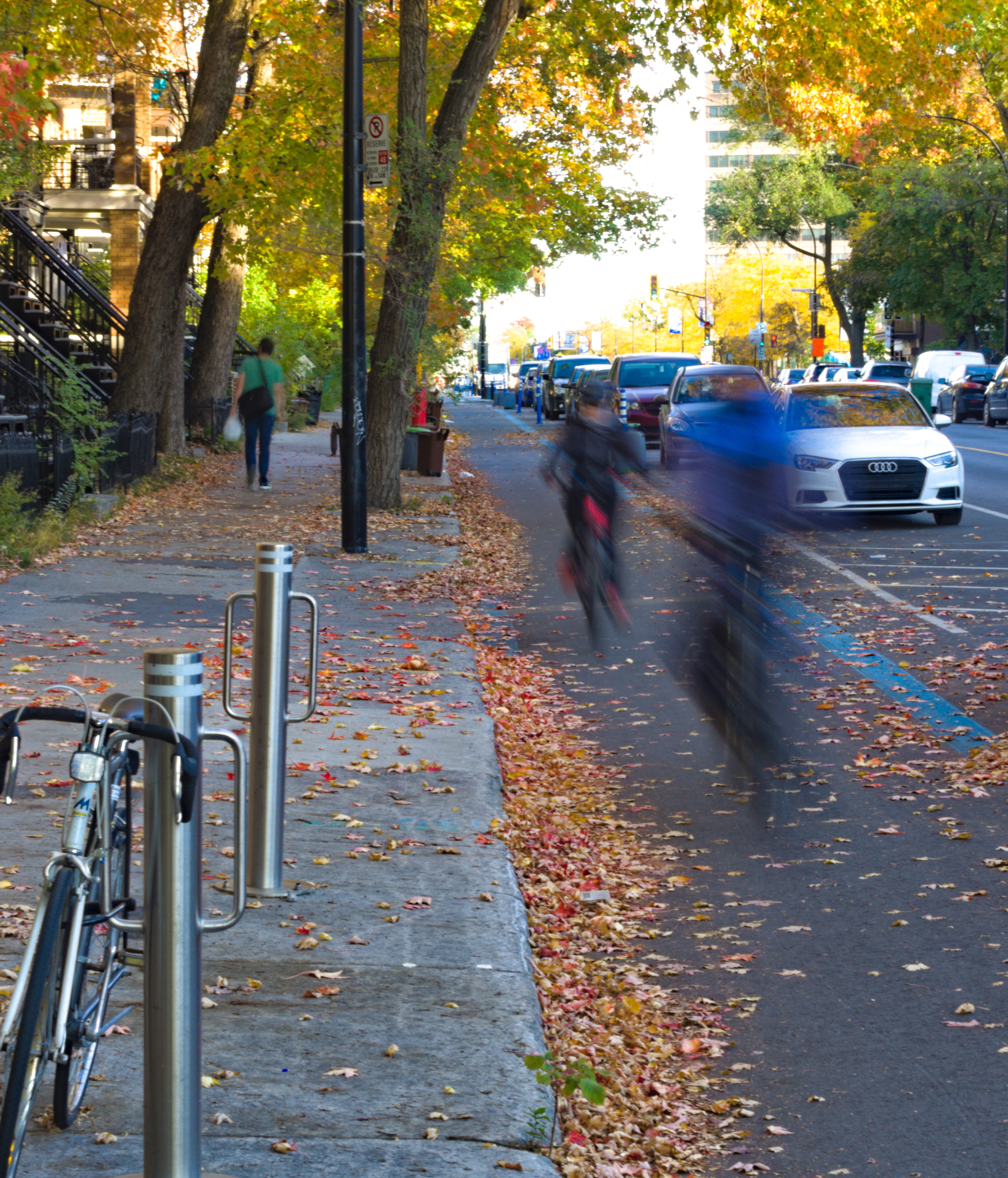
Section du Réseau express vélo sur la rue Saint-Denis.
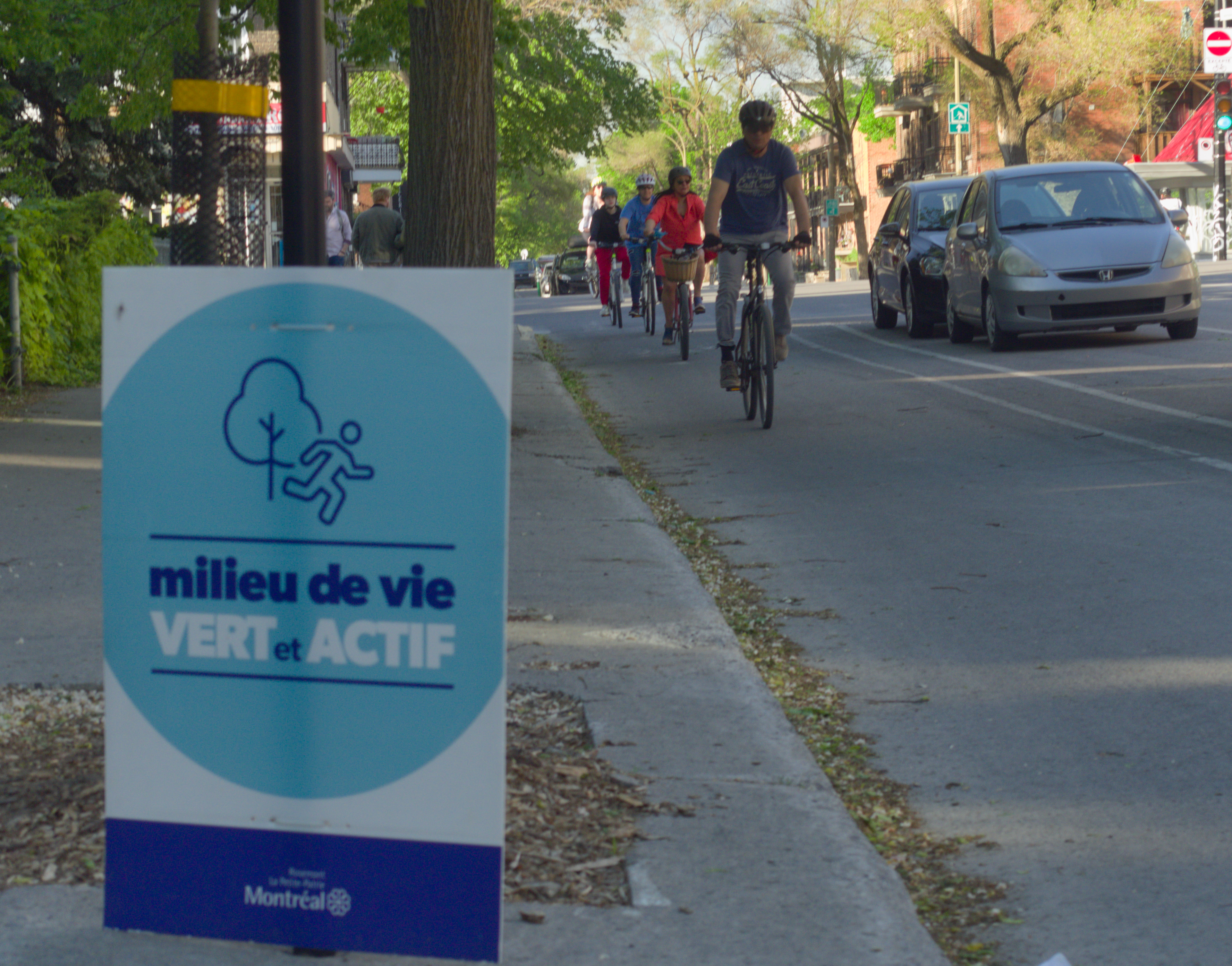
L'axe 5 du REV Montréal qui consiste en une piste unidirectionnelle sur la rue Bellechasse.
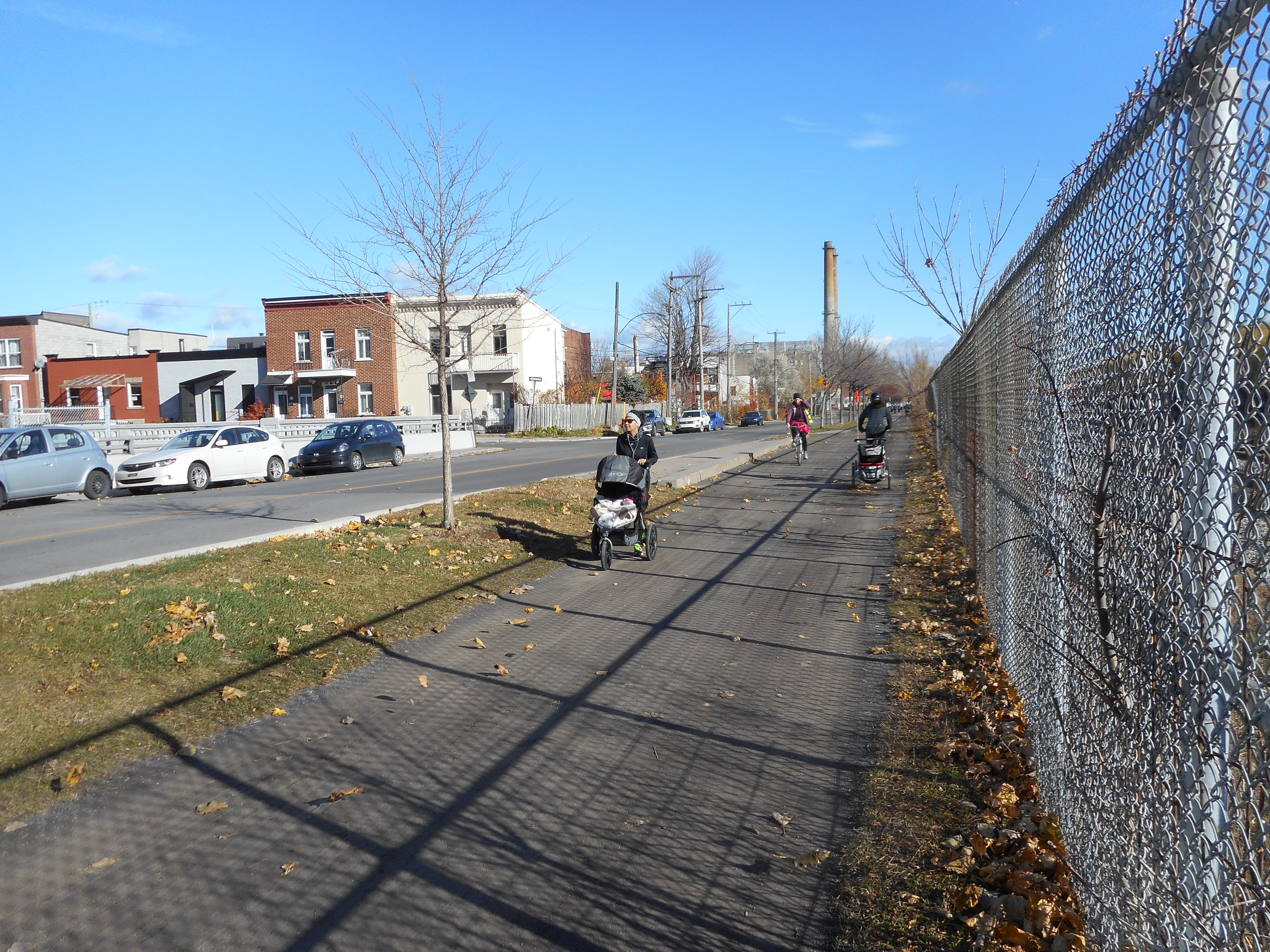
La piste multifonctionnelle du Réseau-Vert.
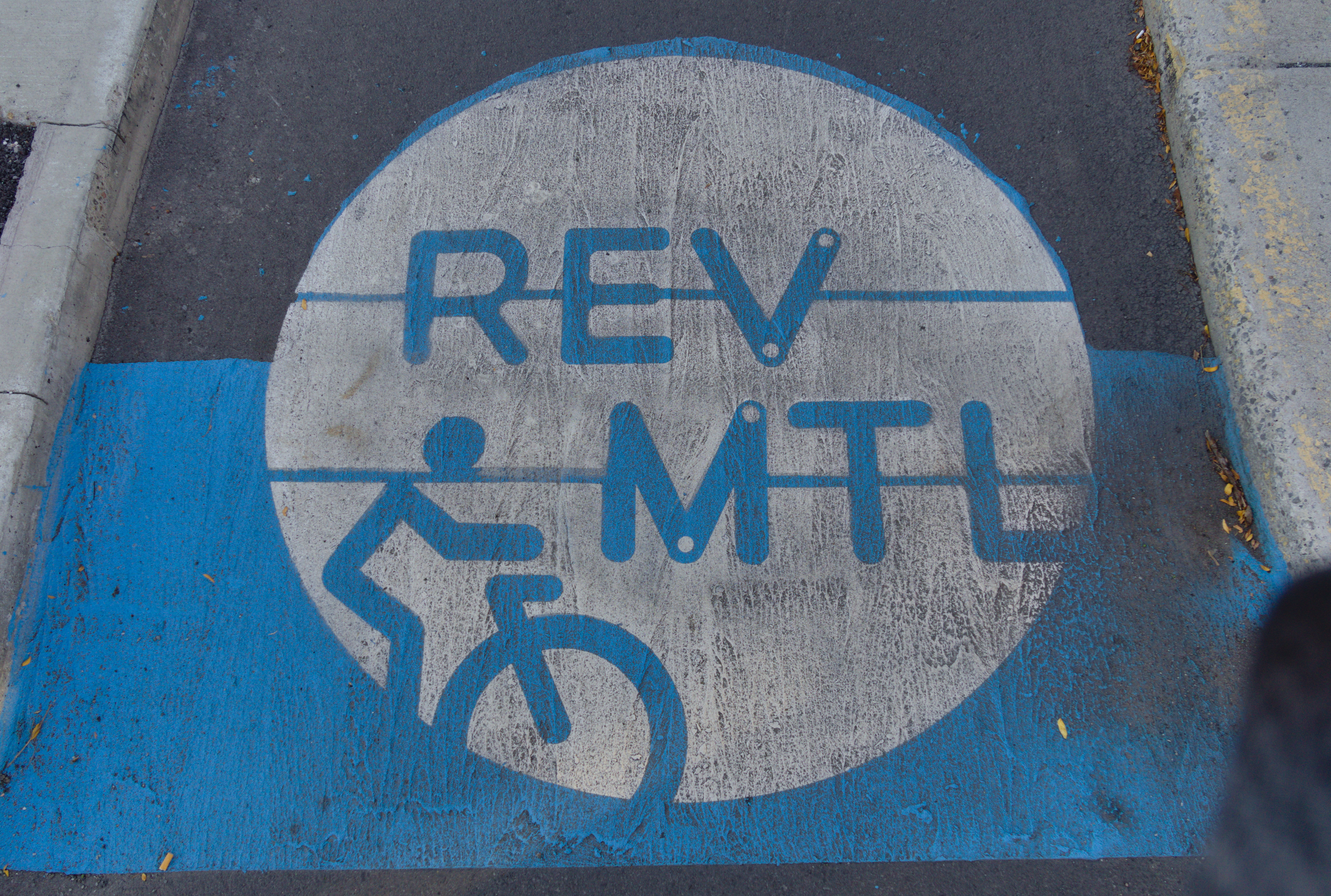
Signalétique au sol du réseau express vélo.
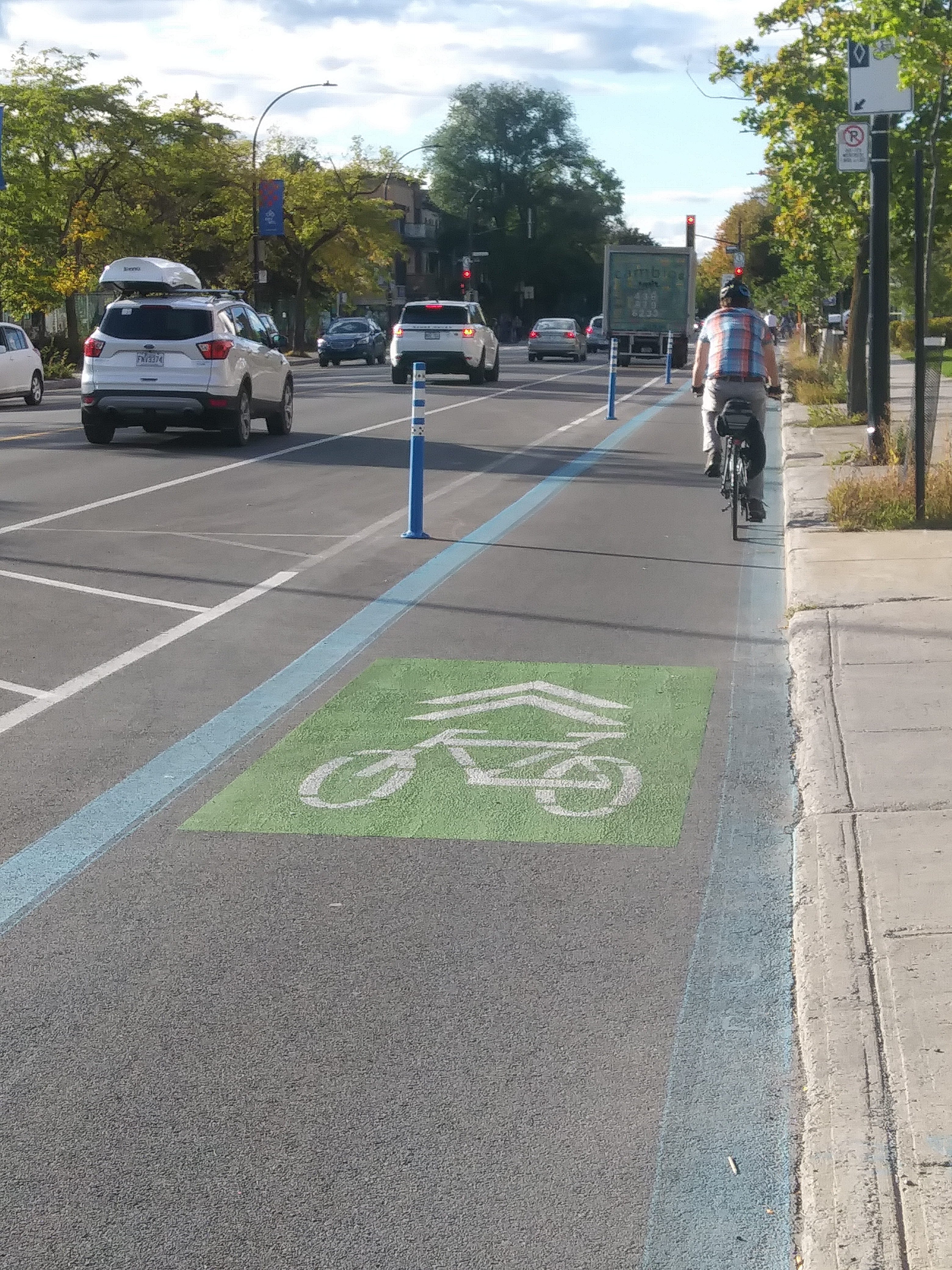
L'axe 1 du REV sur la rue Saint-Denis.

## Contextes environnementaux et sanitaires

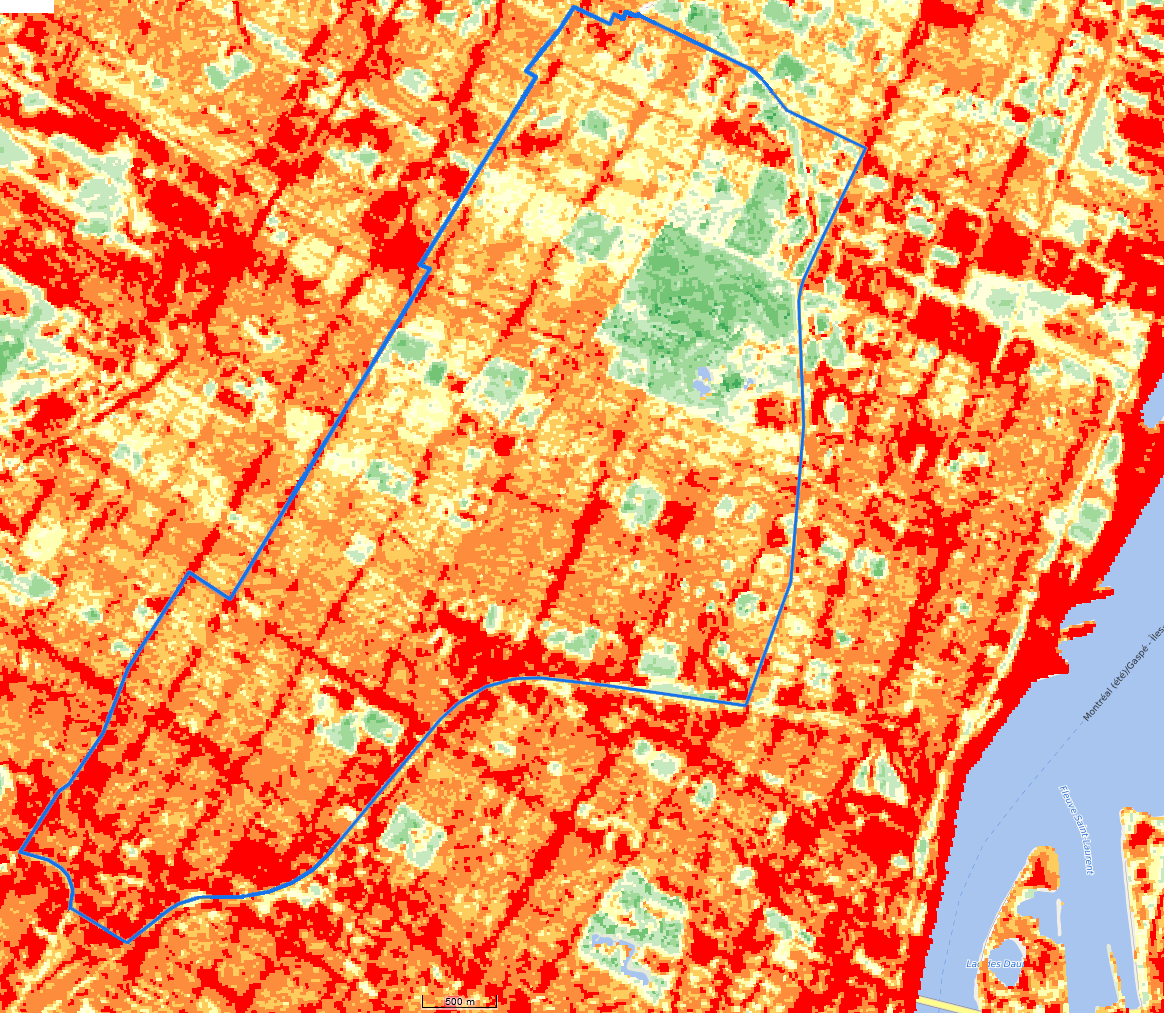
Carte des îlots de chaleur et de fraîcheur dans Rosemont–La Petite-Patrie.

Comme de nombreux arrondissements à Montréal, Rosemont–La Petite-Patrie est aux prises avec le phénomène des îlots de chaleur urbains. Les données collectées et compilées par l'INSPQ et le CERFO en 2015 montrent de forts contrastes entre les parcs urbains qui représentent des îlots de fraîcheur (zones en vert sur la carte), comme le parc Maisonneuve, et les secteurs fortement minéralisés et à faible canopée (zones en rouge et en orangé sur la carte), par exemple le secteur entre la rue Masson et la rue Holt et entre la rue d'Iberville et l'avenue De Lorimier. Dans l'extrême ouest de l'arrondissement, les secteurs Marconi-Alexandra, Mile-Ex et en bordure nord du chemin de fer du Canadien Pacifique subissent également des températures très élevées lors des épisodes de canicule.
Enfin, les grandes artères de circulation comme la rue Masson ou la rue Papineau sont également de puissants îlots de chaleurs urbains, tout comme les stationnements de centres commerciaux comme le centre Au bon marché, au sud du parc du Pélican, entre le Boulevard Saint-Joseph et l'avenue du Mont-Royal.

## Culture

### Bibliothèque Marc-Favreau

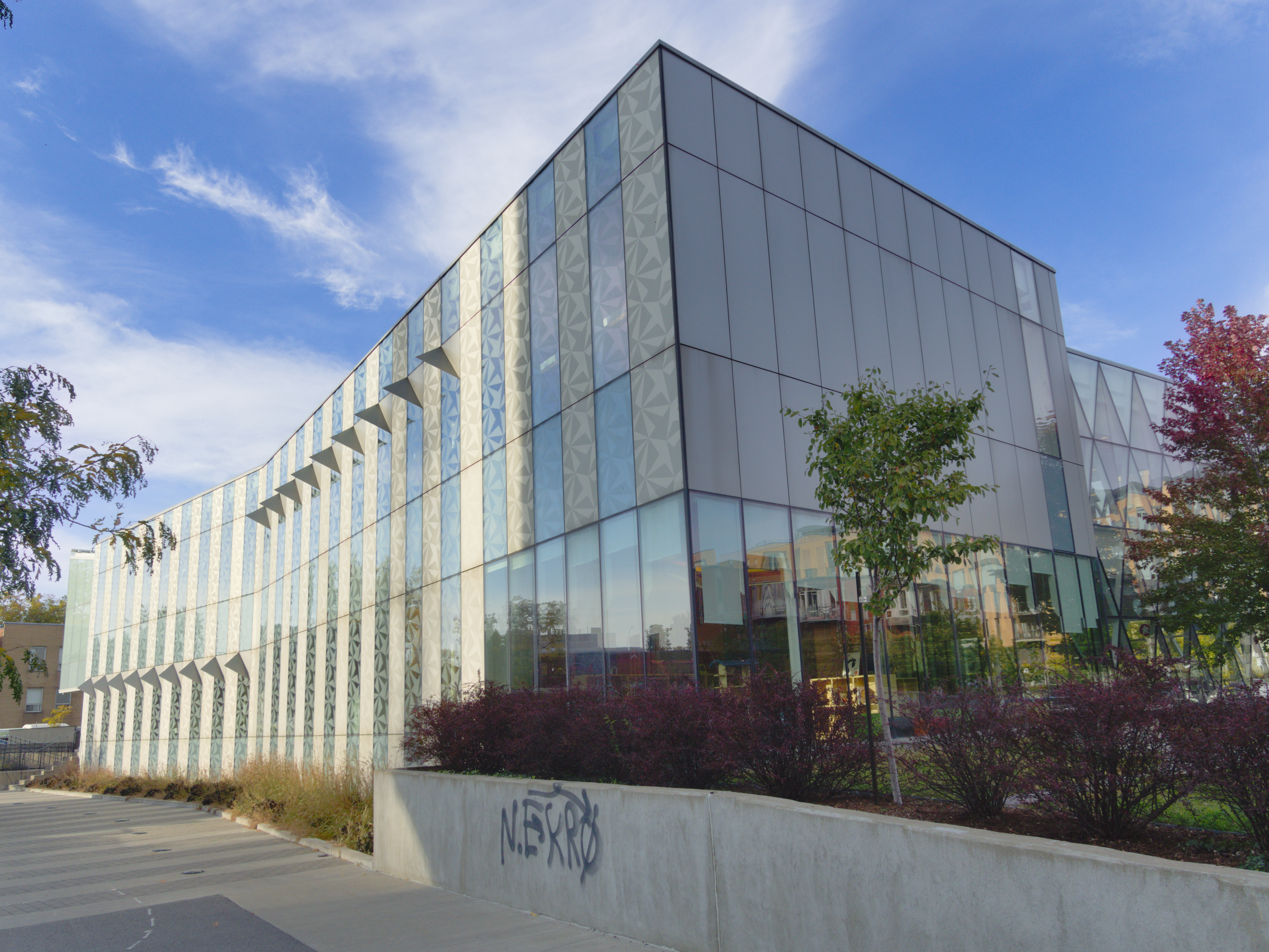
La bibliothèque Marc-Favreau (côté ouest).

Depuis 2013, l'arrondissement possède une bibliothèque d'une superficie de 3 000 m2 faisant partie du réseau des bibliothèques de Montréal. La bibliothèque a été baptisée en l'honneur de Marc Favreau, célèbre comédien québécois. Elle est l’œuvre de Gilles Prud'homme de la firme Dan Hanganu Architectes qui obtient le contrat en décembre 2009, à l'issue d'un concours d'architecte. D'un coûtde construction de près de 20 millions de $, elle intègre des nouvelles technologies facilitant les prêts et retours de documents et des salles spécialisées, comme celle, réservée aux enfants, qui possède un plancher chauffant leur permettant de déambuler. Géographiquement bien situé, l'édifice est adjacent à la station de métro Rosemont et à quelques encablures de l'axe Lajeunesse–Berri–Saint-Denis du Réseau express vélo de Montréal.

### Cinéma Beaubien

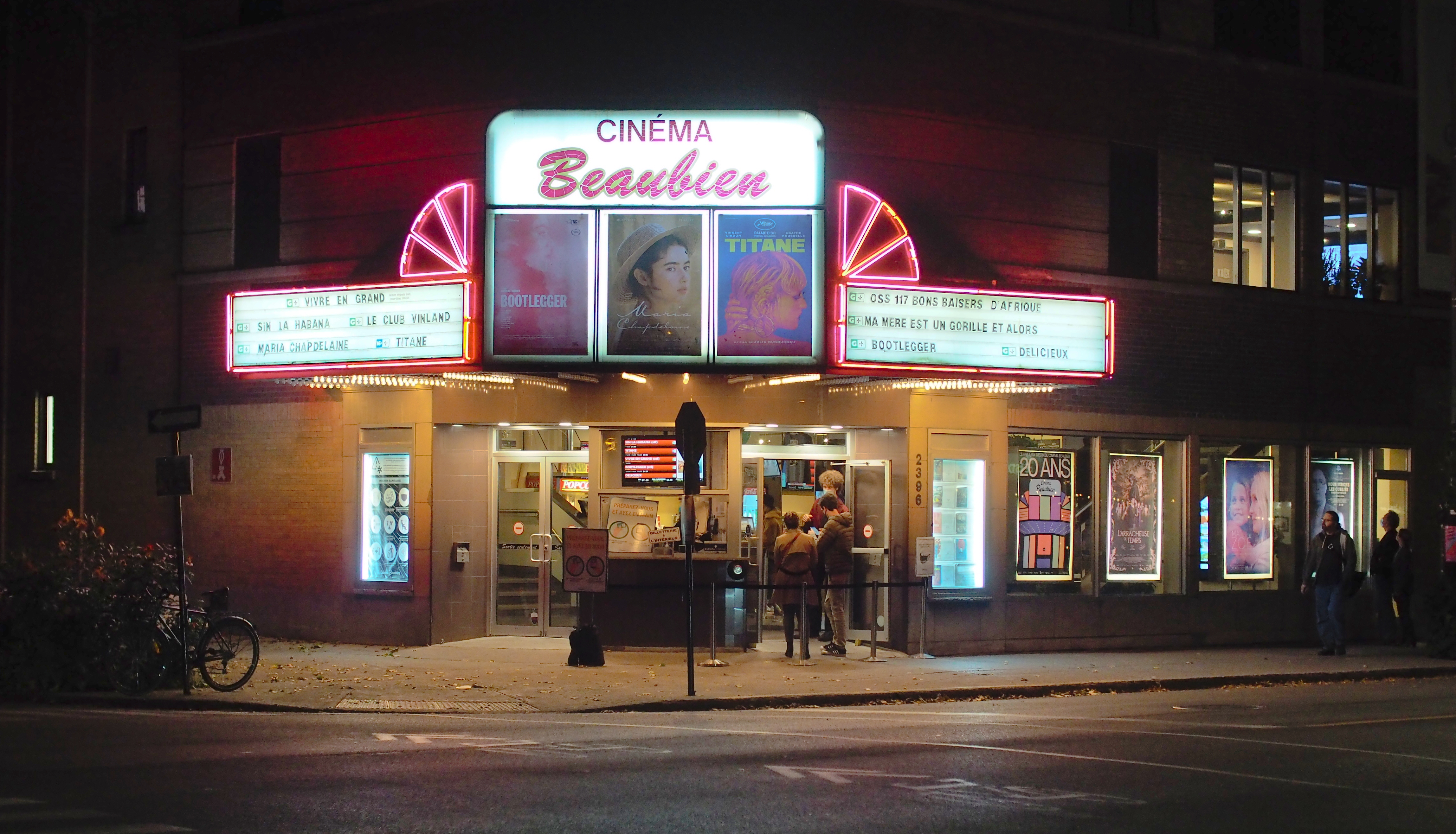
Éclairage de nuit du cinéma Beaubien.

Institution importante considérée par certains comme l'emblème de l'arrondissement, le Cinéma Beaubien est un des seuls cinémas de quartier encore en activité à Montréal. Entreprise d'économie sociale, le cinéma accueille 250 000 visiteurs par année dans 5 salles. L'organisation à but non lucratif qui l'opère est née de la volonté de plusieurs citoyens, commerçants et responsables politiques de sauver le cinéma lorsque le propriétaire Cineplex Loews Odeon, en faillite, se départ de l'établissement en 2000. La communauté fête les 20 ans de l'établissement en septembre 2021 en créant une affiche spécialement conçue pour l'occasion avec le titre « Le fabuleux destin du cinéma Beaubien », clin d’œil au célèbre film de Jean-Pierre Jeunet, Le fabuleux destin d'Amélie Poulain, premier long métrage à avoir été diffusé dans le nouveau cinéma en septembre 2001.

## Muséologie

### Jardin botanique

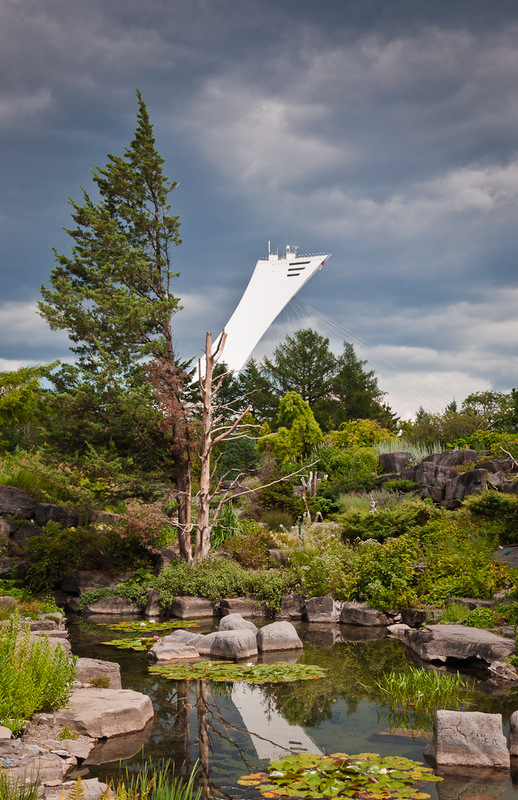
Le jardin alpin et le mât du Stade Olympique en arrière-plan.

Fondée en 1931 par le frère Marie-Victorin, le Jardin botanique de Montréal, d'une superficie de 75 ha, est situé dans le Parc Maisonneuve, à l'angle du boulevard Piex IX et de la rue Sherbrooke. Avec ses 22 000 espèces et cultivars de plantes, il l'est d'un plus importants au monde. Le jardin possède 10 serres d'exposition, un arboretum et des jardins thématiques : le jardin chinois, le jardin alpin, le jardin des Premières-Nations, le jardin japonais ou encore la roseraie, qui est une des plus importantes en Amérique du Nord. La diversité de ses collections est vouée autant à la recherche qu'à la conservation, ou à l'éducation. En effet, le jardin abrite l'Institut de recherche en biologie végétale, un partenariat entre Espace pour la vie et l’Université de Montréal. La recherche scientifique est aussi effectuée au sein du Centre sur la biodiversité, qui a démarré ses activités en 2011. Le centre « possède des installations ultramodernes dédiées à la recherche scientifique sur la biodiversité, sa préservation et sa valorisation » et, depuis 1996, il est aussi le siège du secrétariat de la Convention sur la diversité biologique.
Le jardin botanique propose des expositions récurrentes, tant durant la journée que le soir, comme les Jardins de lumière, la Magie des lanternes ou le Grand bal des citrouilles à l'automne ou encore des activités au printemps avec Papillons en liberté et le Temps des sucres. Il a été l'hôte des Mosaïcultures internationales de Montréal en 2000, 2003 et 2013.

### Planétarium Rio Tinto Alcan

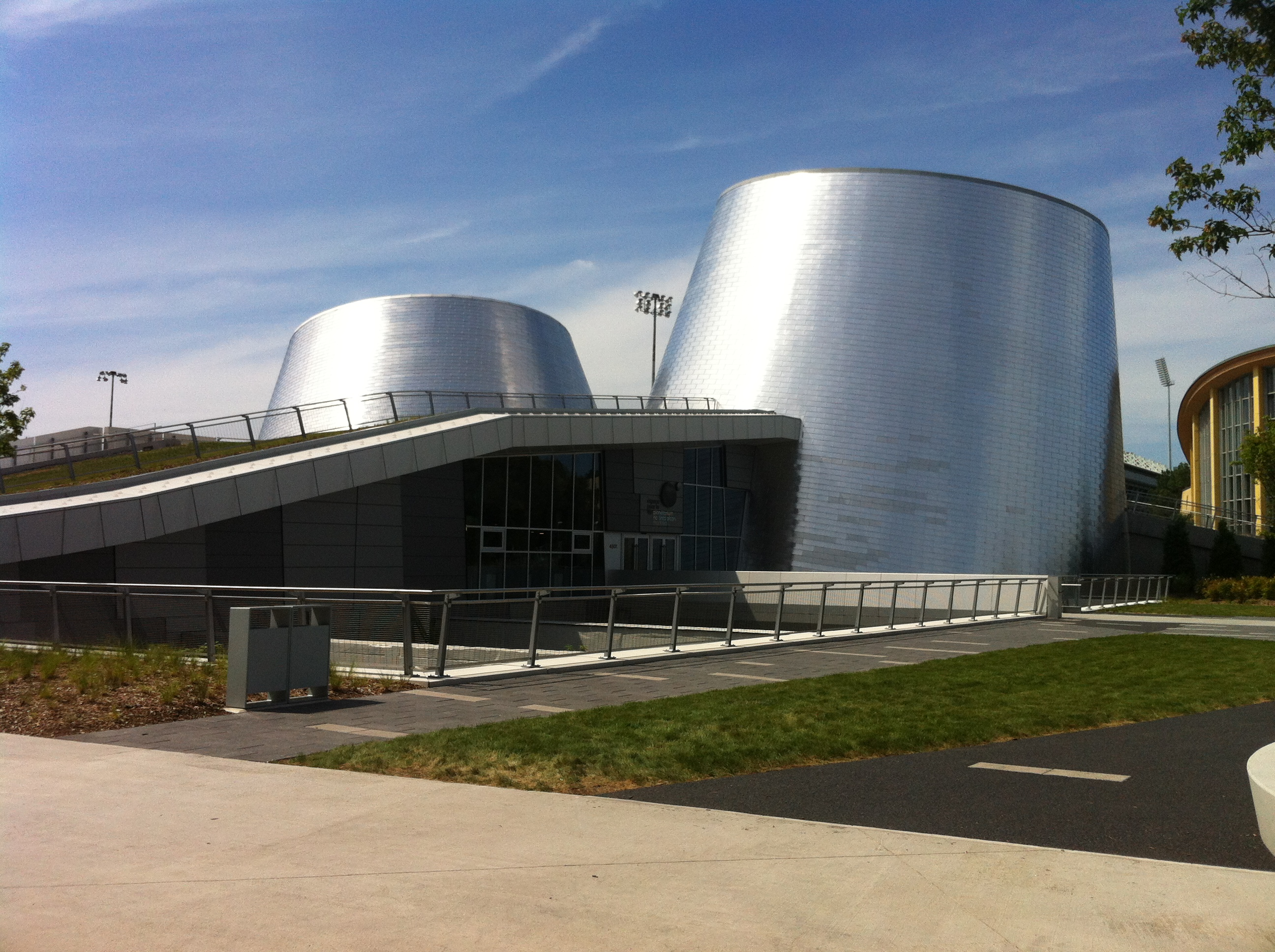
Le planétarium Rio Tinto Alcan lors de son ouverture en 2013.

Le Planétarium Rio Tinto Alcan de Montréal est un musée éducatif et scientifique d'une superficie de 8 000 m2 consacré à l'astronomie et à la géologie. Il a ouvert au public le 6 avril 2013 après 18 mois de travaux pour un coût de 48 millions de $. Remplaçant l'ancien planétarium Dow, dont les installations datant des années 1960 étaient désuètes, le planétarium Rio Tinto Alcan possède deux théâtres des étoiles, trois salles d'animation de 50 places permettant une immersion totale afin de visionner la voute céleste, des salles d'exposition, des boutiques, une zone de restauration ou encore des vestiaires. Le bâtiment de 3 étages conçu par les firmes Cardin Ramirez Julien et AEdifica a obtenu la certification LEED platine. En effet, les installations du planétarium incluent la « récupération d’eau de pluie, un programme écologique minimisant la pollution lumineuse, l’échange d’énergie avec le Biodôme ou le recyclage des matériaux » tout en possédant un toit végétalisé accessible au niveau de la rue, puisqu'une partie du bâtiment est sous-terre.

## Édifices religieux
Toutes religions confondues, l'arrondissement compte près d'une soixantaine de lieux de culte, dont la totalité date du XXe siècle et dont la grande majorité sont catholiques, ce qui fait de Rosemont–La Petite-Patrie un des arrondissements les mieux pourvus concernant le patrimoine bâti religieux à Montréal.
- Église Madonna della Difesa (Église de Notre-Dame-de-la-Défense)
- Cathédrale orthodoxe ukrainienne de Sainte Sophie
- Église Saint-Esprit de Rosemont
- Église Saint-Marc
- Église Saint-Édouard
- Église Saint-Ambroise

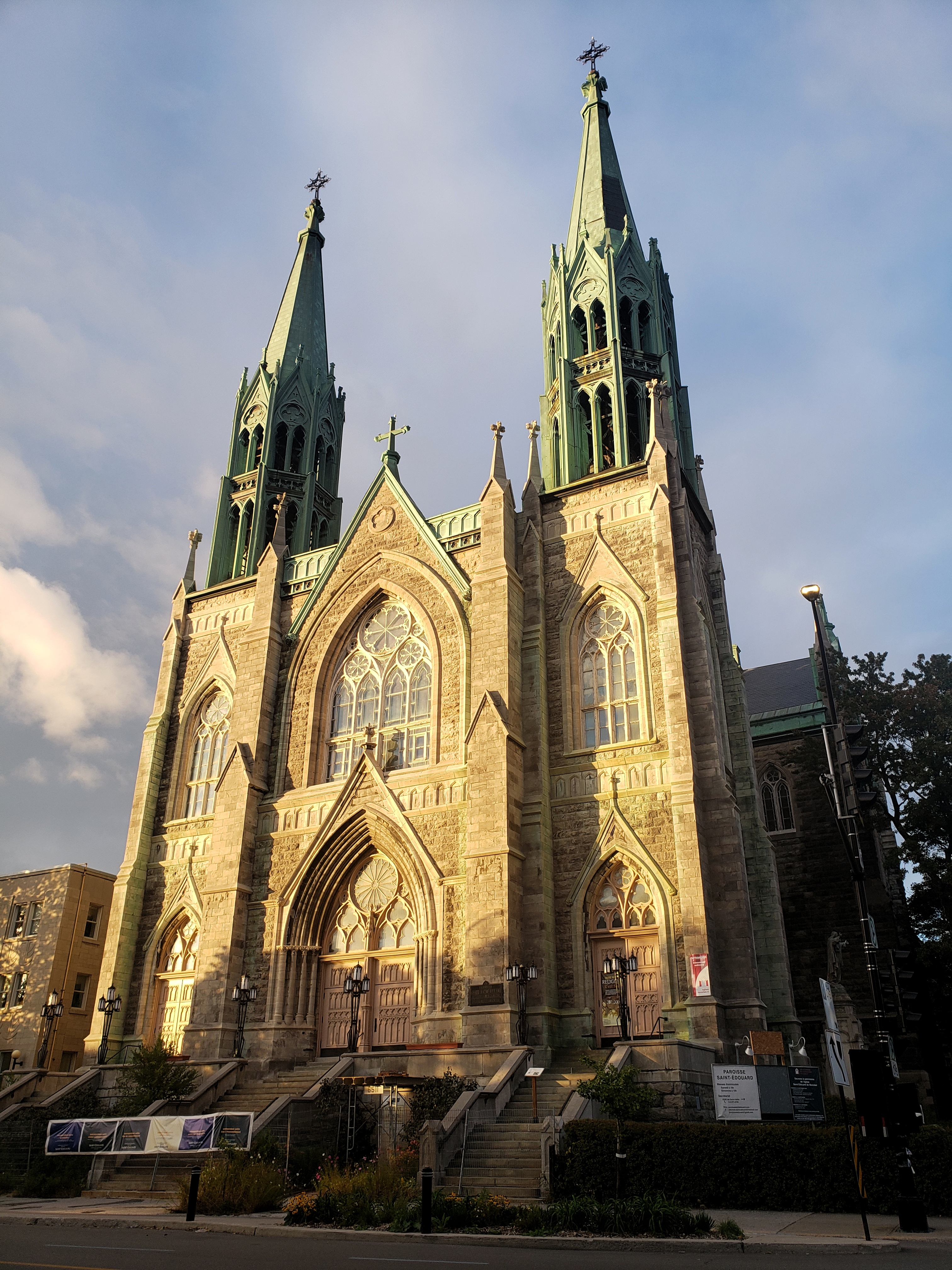
Église Saint-Édouard, rue Saint-Denis coin Beaubien.
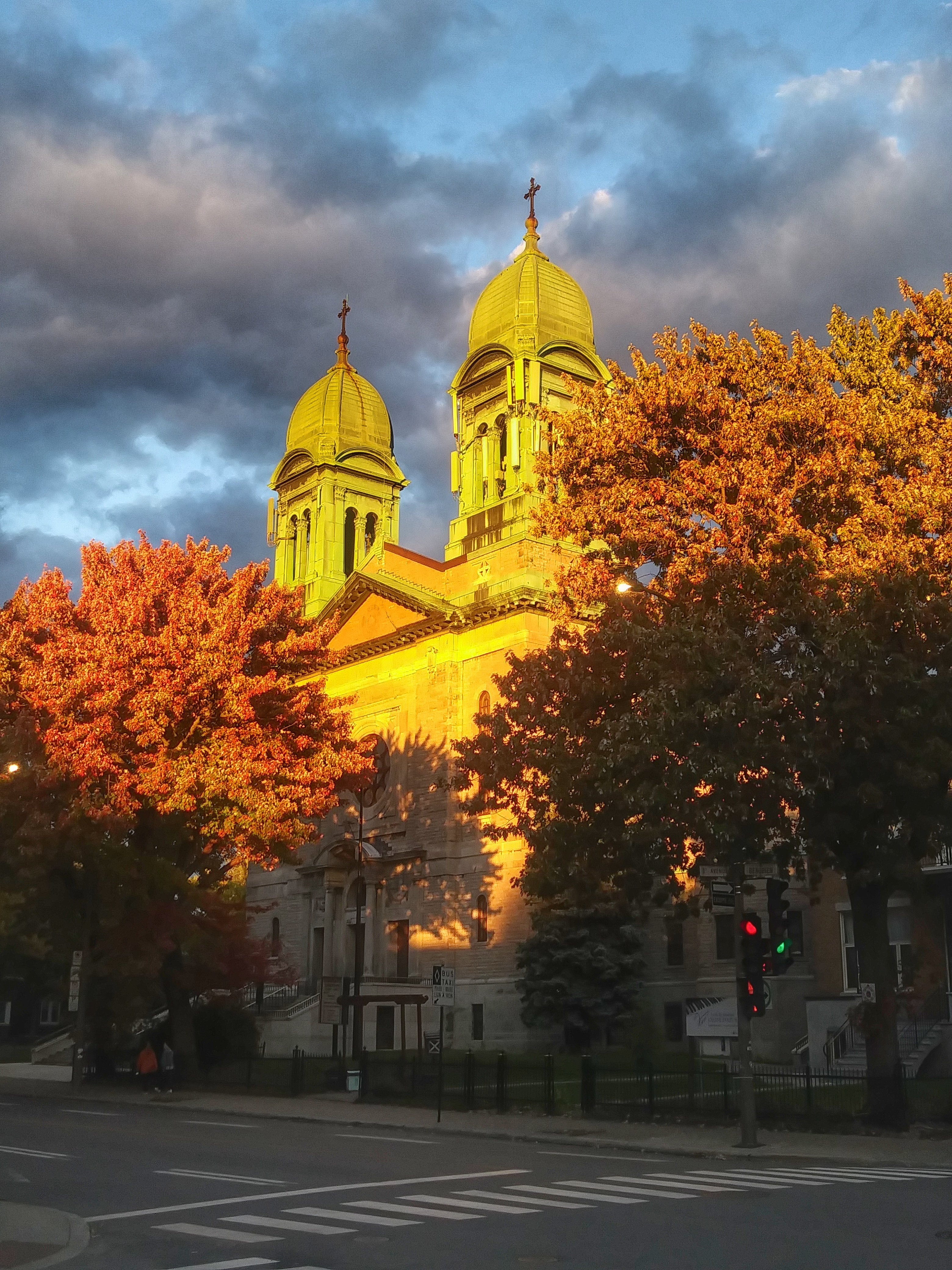
Église Saint-Marc, rue Beaubien coin 1re avenue.
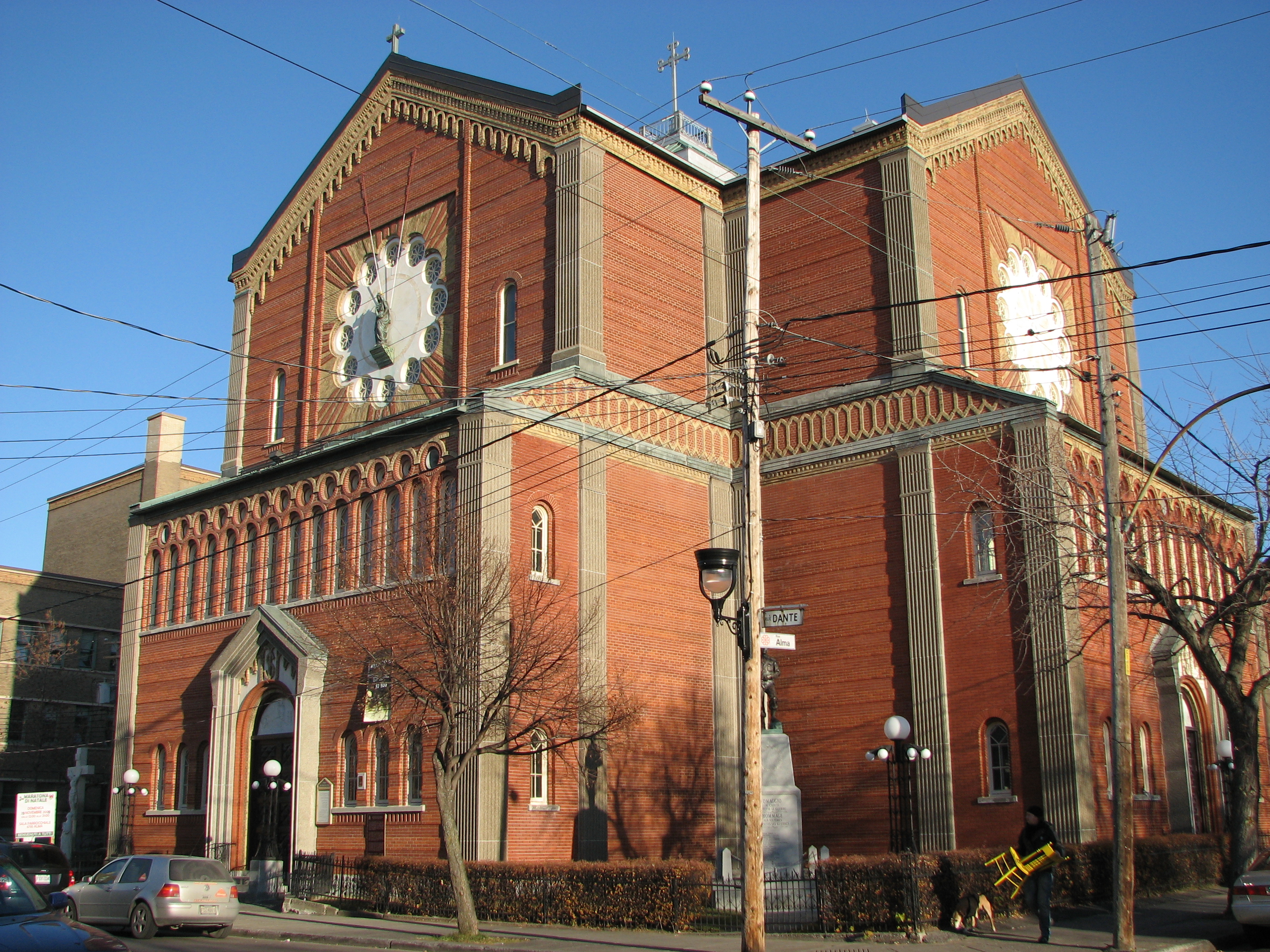
Église Madonna della Difesa (église Notre-Dame-de-la-Défense).
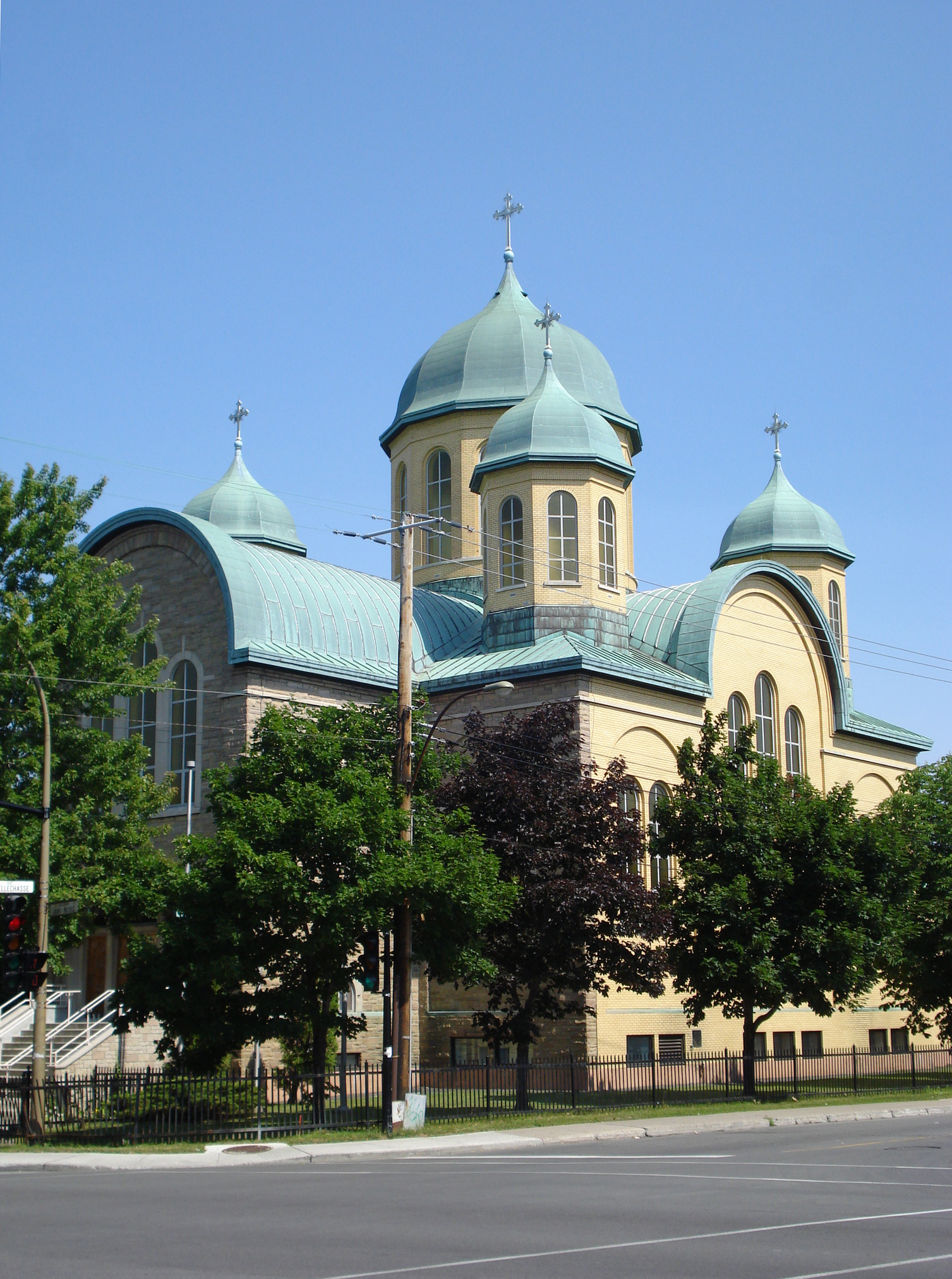
Cathédrale Orthodoxe ukrainienne Sainte-Sophie.

## Quartiers
L'arrondissement comprend les quartiers La Petite-Patrie, Rosemont, Vieux-Rosemont, Nouveau-Rosemont, Cité-Jardin, Technopôle Angus, Marconi-Alexandra (aussi appelé Mile-Ex). Dans la Petite-Patrie se trouvent plusieurs quartiers investis par des communautés culturelles spécifiques, tels que la Petite Italie.

## Éducation

### Niveau collégial

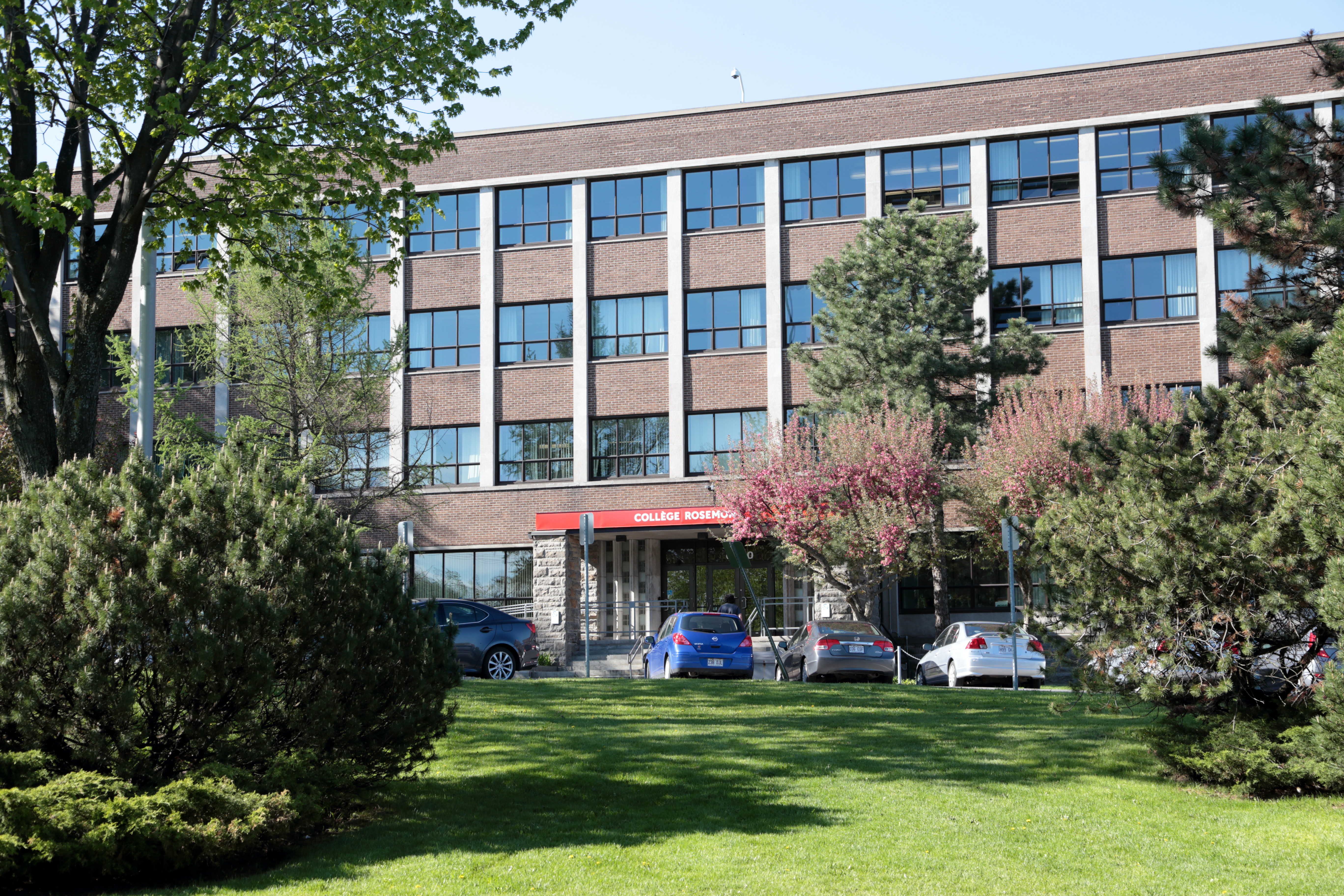
Entrée principale du Cégep de Rosemont.

Au centre de l'arrondissement figure le Cégep de Rosemont, établissement collégial accueillant plus de 3 000 étudiants et offrant de nombreuses formations techniques et spécifiques, dont certaines uniques au Québec.

### Niveau secondaire
- Collège Jean-Eudes (privé)
- École secondaire Marguerite-De Lajemmerais
- École secondaire alternative Le Vitrail
- École secondaire Père-Marquette
- École des métiers de l'Informatique, du Commerce et de l'Administration (professionnelle)

### Niveau primaire
- École primaire Alphonse-Desjardins
- École primaire Charles-Bruneau
- École primaire des Monarques
- École primaire La Mennais
- École primaire La Petite-Patrie
- École primaire Le Vitrail
- École primaire Madeleine-de-Verchères
- École primaire Notre-Dame-de-la-Défense
- École primaire Notre-Dame-du-Foyer
- École primaire Rose-des-Vents
- École primaire Saint-Albert-le-Grand
- École primaire Saint-Ambroise
- École primaire Saint-Arsène
- École primaire Saint-Émile
- École primaire Sainte-Anne
- École primaire Sainte-Bernadette-Soubirous
- École primaire Sainte-Bibiane
- École primaire Saint-Étienne
- École primaire Saint-François-Solano
- École primaire Saint-Marc
- École primaire Saint-Jean-de-Brébeuf
- École primaire Saint-Jean-de-la-Lande
- École primaire Sans-Frontières
- Pensionnat Notre-Dame-des-Anges (privé)

#### Ouvrages
- Paul-André Linteau, Une histoire de Montréal, Montréal, Boréal, 2017, 360 p. (ISBN 9782764624722)
- Dany Fougères, Histoire de Montréal et sa région, t. I et II, Québec, Presses de l'Université Laval, 2012, 1600 p. (ISBN 9782763795751)
- Sabourin Roger, Rosemont et le monde d'autrefois : 1905-2005 : 100 ans d'histoire, Anjou, Roger Sabourin, 2004, 106 p.
- Sabourin Roger, Rosemont hier et aujourd'hui en photos, Anjou, Roger Sabourin, 2002, 181 p.

#### Articles
- Jonathan Chan, « Le patrimoine religieux de l’arrondissement Rosemont-La Petite-Patrie, à Montréal : Un spectacle ecclésial à potentiel touristique ? », Téoros, vol. 24, no 2,‎ 2005 (lire en ligne)

- Mathilde Germond, « Une histoire de La Petite-Patrie », sur ville.montreal.qc.ca, mai 2020 (consulté le 10 octobre 2021)
- Gabriel Lefebvre-Ropars, Catherine Morency et Paula Negron-Poblete, Caractérisation du partage de la voirie à Montréal (Note de recherche), Montréal, Polytechnique Montréal, 2021, 15 p. (lire en ligne)